# Interestatal 95

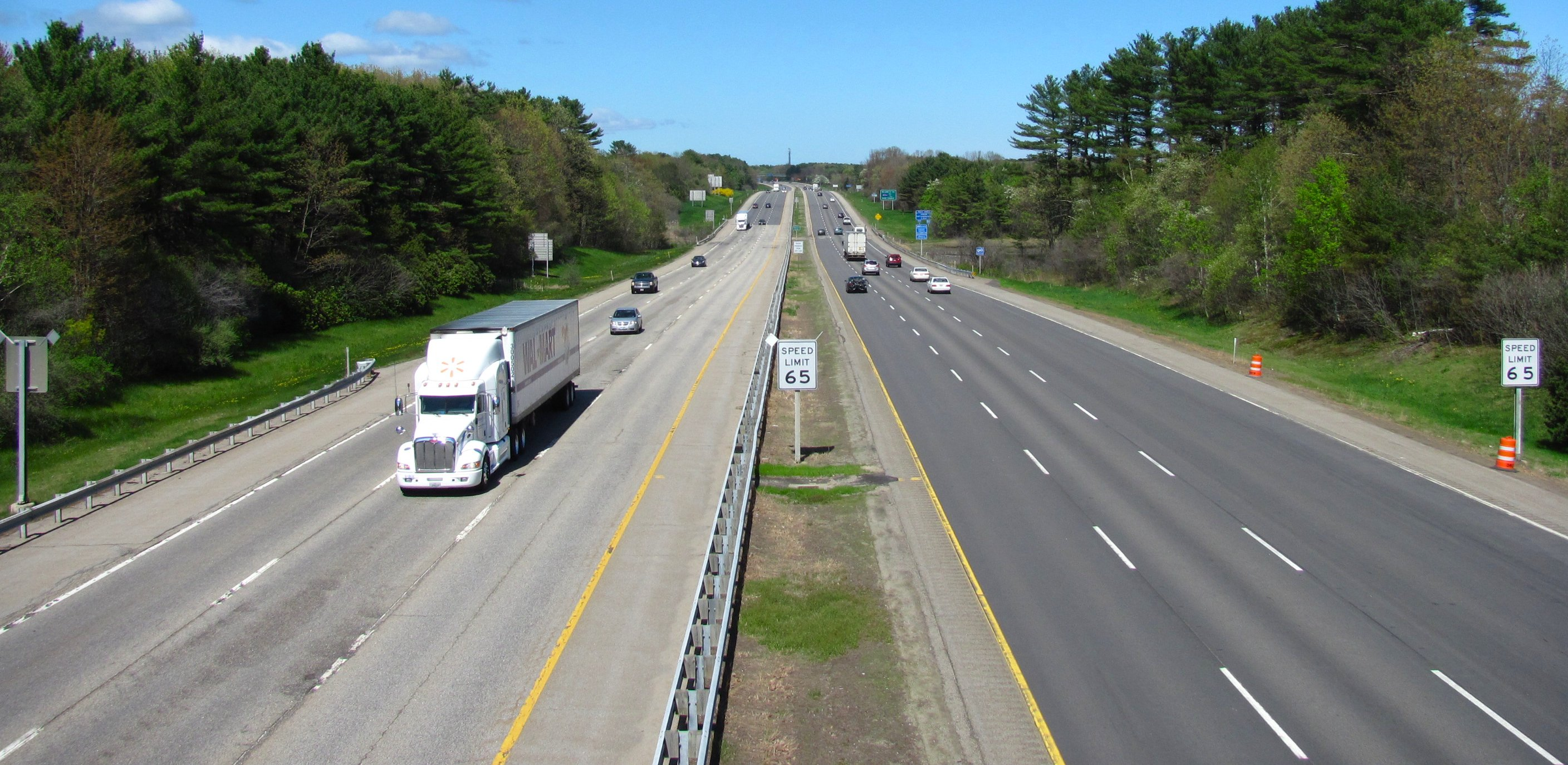
La I-95 a la altura del pueblo de Kittery, en el estado de Maine

Interestatal 95 (I-95) es la principal autopista interestatal norte-sur en la Costa Este de los Estados Unidos, va desde la ruta 1 de los Estados Unidos (la US 1) en Miami, Florida, hasta el paso fronterizo de Houlton-Woodstock entre el estado de Maine y la provincia canadiense de Nuevo Brunswick. La carretera es paralela en gran medida a la costa atlántica y la US 1, a excepción de la parte entre Savannah y Washington y la parte entre Portland y Houlton, que siguen una ruta interior más directa.
La I-95 sirve como enlace de carretera principal entre las principales ciudades de la Costa Este. Las principales áreas metropolitanas a lo largo de su ruta incluyen Miami, Jacksonville, Savannah, Florence, Fayetteville y Richmond en el sureste; Washington, Baltimore, Wilmington, Filadelfia, Newark y la ciudad de Nueva York en los estados del Atlántico Medio; y New Haven, Providence, Boston, Portsmouth y Portland en Nueva Inglaterra (Charleston, Carolina del Sur, Wilmington, Carolina del Norte y Norfolk - Virginia Beach, Virginia, las tres principales áreas metropolitanas costeras sin pasar por la parte interior de la carretera, están conectadas a I-95 por la I-26, la I-40 y la I-64, respectivamente).
La I-95 es una de las rutas más antiguas del sistema de carreteras interestatales. Muchas secciones de la I-95 incorporaron secciones preexistentes de carreteras de peaje en las que tenían el mismo derecho de vía. Hasta 2018, había una brecha en la ruta original de la I-95 en el centro de Nueva Jersey causada por la cancelación de la autopista Somerset Freeway. Un intercambio entre la autopista de peaje de Pensilvania y la I-95 se completó en septiembre de 2018; esto permitió que la I-95 fuera redirigida a lo largo del Pensilvania de Nueva Jersey hacia Pensilvania, creando una ruta interestatal continua desde Maine a Florida por primera vez. 
Con una longitud de 3071 km, la I-95 es la carretera interestatal norte-sur más larga y la sexta carretera interestatal más larga en general. La I-95 atraviesa 15 estados (así como un breve tramo en el Distrito de Columbia mientras cruza el río Potomac), más que cualquier otra Interestatal. Según la Oficina del Censo de Estados Unidos, solo cinco de los 96 condados o equivalentes de condados a lo largo de su ruta son completamente rurales, mientras que las estadísticas proporcionadas por la I-95 Corridor Coalition sugieren que la región a la que se sirve está el promedio de Estados Unidos y tan densamente poblado como gran parte de Europa Occidental". Según Corridor Coalition, la I-95 sirve a 110 millones de personas y facilita el 40 por ciento del producto interno bruto del país.

## Ciudades
Ciudades en negrita utilizado en letreros.
- Miami
- West Palm Beach (Florida)
- Daytona Beach (Florida)
- Jacksonville (Florida)
- Brunswick (Georgia)
- Savannah (Georgia)
- Florence (Carolina del Sur)
- Fayetteville (Carolina del Norte)
- Benson (Carolina del Norte)
- Rocky Mount (Carolina del Norte)
- Petersburg (Virginia)
- Richmond (Virginia)
- Fredericksburg (Virginia)
- Alexandria (Virginia)
- Washington D. C.
- Baltimore
- Wilmington (Delaware)
- Chester (Pensilvania)
- Filadelfia
- Trenton (Nueva Jersey)
- Newark (Nueva Jersey)
- Ciudad de Nueva York
- Bridgeport (Connecticut)
- New Haven (Connecticut)
- Hartford (Connecticut)
- New London (Connecticut)
- Providence (Rhode Island)
- Boston
- Portsmouth (Nuevo Hampshire)
- Kittery (Maine)
- Portland (Maine)
- Augusta (Maine)
- Bangor (Maine)
- Houlton (Maine)

## Largo
| Millas | km   | estado             |  |
|        |      |                    |  |
| 382    | 615  | Florida            |  |
| 112    | 180  | Georgia            |  |
| 198    | 319  | Carolina del Sur   |  |
| 181    | 392  | Carolina del Norte |  |
| 178    | 287  | Virginia           |  |
| 0.5    | 1    | Washington D. C.   |  |
| 109    | 175  | Maryland           |  |
| 23     | 37   | Delaware           |  |
| 51     | 82   | Pensilvania        |  |
| 97     | 157  | Nueva Jersey       |  |
| 23     | 37   | Nueva York         |  |
| 111    | 179  | Connecticut        |  |
| 43     | 69   | Rhode Island       |  |
| 91     | 147  | Massachusetts      |  |
| 16     | 26   | Nuevo Hampshire    |  |
| 305    | 491  | Maine              |  |
|        |      |                    |  |
| 1937   | 3010 | Total              |  |

## Cruces con otras interestatales importantes
- Interestatal 4 cerca de Daytona Beach (Florida)
- Interestatal 10 en Jacksonville (Florida)
- Interestatal 16 cerca de Savannah (Georgia)
- Interestatal 26 cerca de Charleston (Carolina del Sur)
- Interestatal 20 en Florence (Carolina del Sur)
- Interestatal 40 cerca de Rocky Mount (Carolina del Norte)
- Interestatal 85 en Petersburg (Virginia)
- Interestatal 64 en Richmond (Virginia)
- Interestatal 76 en Filadelfia
- Interestatal 78 en Newark (Nueva Jersey)
- Interestatal 80 en Fort Lee (Nueva Jersey)
- Interestatal 87 en Ciudad de Nueva York
- Interestatal 91 en New Haven (Connecticut)
- Interestatal 93 cerca de Boston